# Demo Nulka
Demo Nulka je první demosnímek skupiny Orlík. Bylo nahráno ve vile Mikyho Jelínka na jaře 1989. Obsahuje 8 písní, 2 z nich se neobjevily na žádném z alb (Oi!lovesong a Zakázaný kousky). Tyto Oi! písně oslavují skinheads, vyzdvihují vlastenectví a odsuzují cenzuru a drogy. Avšak píseň Bílá liga je otevřeně rasistická.

## Písně
1. Čech (1:41)
2. Orlík (1:49)
3. Zakázaný kousky (1:58)
4. Oi! Lovesong (2:11)
5. Perník (2:41)
6. Bílá liga (2:08)
7. Skinhead (2:10)
8. My proti nám (2:48)

## Sestava skupiny
- Daniel Landa - zpěv
- Petr Štěpánek - kytara
- David Matásek - kytara
- Šimon Budský - baskytara
- Áda Vitáček - bicí